# 5294 Onnetoh
5294 Onnetoh este un asteroid din centura principală de asteroizi.

## Descriere
5294 Onnetoh este un asteroid din centura principală de asteroizi. A fost descoperit pe 3 februarie 1991 la Kitami de Kin Endate și Kazuro Watanabe. El prezintă o orbită caracterizată de o semiaxă mare de 2,87 ua, o excentricitate de 0,13 și o înclinație de 17,8° în raport cu ecliptica.